# Isabel Granada
Isabel Granada, pseudonimo di Isabella Villarama Granada (Manila, 3 marzo 1976 – Doha, 4 novembre 2017), è stata un'attrice e cantante filippina.

## Televisione
Lista parziale:
- That’s Entertainment (1986)
- Villa Quintana (1995)
- Ikaw Na Sana (1997-1998)
- Sa Puso Ko Iingatan Ka (2001-2003)
- Sine Novela: Pasan Ko Ang Daigdig (2007)
- Zaido: Pulis Pangkalawakan (2007-2008)
- Kaputol ng Isang Awit
- Lalola (2008-2009)
- Zorro (2009)
- Got to Believe (2013)
- Wish Ko Lang (2017)

## Discografia
- Out Here on My Own (1998)
- In the Mood for Love (2000)